# Alexandre Desplat

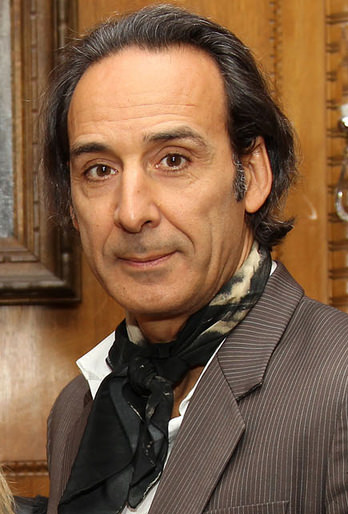
Alexandre Desplat (2015)

Alexandre Michel Gérard Desplat [ˌalɛkˈsɑ̃ndʀ(ə) desˈpla] (* 23. August 1961 in Paris) ist ein französisch-griechischer Komponist. Er komponierte Musik zu über 200 Film- und Fernsehproduktionen. Für die Musik der Filme Grand Budapest Hotel und Shape of Water – Das Flüstern des Wassers wurde er mit Oscars für die Beste Filmmusik ausgezeichnet.

## Leben

### Kindheit und Ausbildung
Alexandre Desplat wurde 1961 in Paris geboren. Sein französischer Vater und seine Mutter, eine Griechin, hatten sich während ihres Studiums am US-amerikanischen Berkeley College kennengelernt. Desplat, der zweisprachig aufwuchs, erhielt schon in jungen Jahren Musikunterricht. Mit sechs Jahren erhielt er Klavierstunden, mit acht bzw. zehn Jahren Trompeten- und Flötenunterricht. Zur selben Zeit begann Desplat erste eigene Musikstücke zu komponieren. Seine Ausbildung setzte er am Conservatoire de Paris unter Claude Ballif sowie am Le Atelier UPIC von Iannis Xenakis fort. Desplat studierte danach Orchestrierung in Los Angeles bei Jack Hayes. Seine Faszination für amerikanischen Jazz und Filmmusik aus Hollywoodfilmen floss später in seine Arbeit ein.
Parallel zu seiner klassischen Musikausbildung gelang es Alexandre Desplat auch, bei dem Brasilianer Carlinhos Brown und dem Zairer Ray Lema Erfahrungen zu sammeln. Seinen ersten Filmscore schrieb er 1985 für Robert Guédiguians Komödie Ki lo sa?. Seither hat sich Desplat vornehmlich einen Namen als Komponist von bisher über fünfzig Filmkompositionen gemacht. Er arbeitete unter anderem für so renommierte europäische Regisseure wie Jacques Audiard, Marleen Gorris und Patrice Leconte. Für seine Filmkompositionen in Audiards Filmen Das Leben: Eine Lüge (1996) und Lippenbekenntnisse (2001) wurde er für den renommierten französischen Filmpreis César nominiert. Im Jahr 2002 folgte die Titelmelodie für den Episodenfilm 11′09″01 – September 11 in dem sich mehrere Regisseure aus verschiedenen Ländern mit dem Attentat auf die Türme des World Trade Centers in New York am 11. September 2001 auseinandersetzen. Filmsongs schrieb Desplat unter anderem für Catherine Ringer, Charlotte Gainsbourg, Kate Beckinsale, Michael Gambon, Nadia Farès und John Hurt. Außerdem kreierte er die Melodien für Karl Zeros Album Songs for Cabriolets und Eric Morenas Ô mon Bateau bzw. Je suis le Torero de l’Amour. Weiterhin komponierte er Musik für den französischen Theater- und Opernregisseur André Engel von der Comédie-Française, für Philippe Genty sowie für Ballett-Aufführungen.

### Internationaler Durchbruch
Im Jahr 2003 schuf Alexandre Desplat die Filmmusik für Peter Webbers Historiendrama Das Mädchen mit dem Perlenohrring mit Scarlett Johansson und Colin Firth in den Hauptrollen. Der Filmscore, der ihm unter anderem Nominierungen für den Golden Globe Award, British Academy Film Award und den Europäischen Filmpreis einbrachte, markierte seinen internationalen Durchbruch als Filmkomponist und ließ ihn auch in Hollywood bekannt werden. Erneut von Kritikern gelobt wurde er ein Jahr später für die Zusammenarbeit an Jonathan Glazers kontrovers aufgenommenem Drama Birth mit Nicole Kidman, mit dessen verstörendem Score er seinen Platz in der Riege der Hollywood-Komponisten festigte. Er ist nach wie vor auch für europäische Produktionen tätig. 2005 arbeitete Desplat erneut mit Jacques Audiard zusammen. Für die von Werken Johann Sebastian Bachs inspirierte Filmmusik zu Audiards Drama Der wilde Schlag meines Herzens erhielt er im selben Jahr den Silbernen Bären bei den Filmfestspielen von Berlin und 2006 den César. Zwei weitere Golden-Globe-Nominierungen folgten 2006 und 2007 für die Filmmusiken zu Stephen Gaghans Politdrama Syriana (2005) und dem romantischen Drama Der bunte Schleier mit Naomi Watts, Edward Norton und Liev Schreiber, für das er den Preis letztlich erhielt. Ebenfalls im Jahr 2007 wurde Desplat mit einer Oscar-Nominierung und dem Europäischen Filmpreis für seine Kompositionen in Stephen Frears’ Elizabeth-II.-Biografie Die Queen gewürdigt. Jeweils eine weitere Oscar-Nominierung erhielt er für seine Arbeit an David Finchers Literaturverfilmung Der seltsame Fall des Benjamin Button (2008) und Wes Andersons Animationsfilm Der fantastische Mr. Fox (2009).
Als Dirigent leitete Alexandre Desplat unter anderem das London Symphony Orchestra, das Orchestre National de France, das Royal Philharmonic Orchestra, die Tschechische Philharmonie und das Münchener Symphonieorchester. Er unterrichtet an der Pariser Sorbonne und am Royal College of Music in London. Als Schauspieler absolvierte Desplat einen Auftritt in Josiane Balaskos Komödie Mein Leben ist die Hölle (1991) an der Seite von Daniel Auteuil.
Im Jahr 2010 arbeitete Desplat am ersten Teil von Harry Potter und die Heiligtümer des Todes. Damit löste er den bisherigen Komponisten Nicholas Hooper ab. Im selben Jahr wurde er in die Wettbewerbsjury der 63. Filmfestspiele von Cannes berufen. Es folgte The King’s Speech, wofür er bereits seine vierte Oscarnominierung innerhalb von fünf Jahren erhielt. Im Jahr 2014 war Desplat Vorsitzender der Jury der internationalen Filmfestspiele von Venedig. 2015 erhielt er für seine Musik für Grand Budapest Hotel einen Oscar. Später komponierte er auch die Filmmusik zu Andersons Stop-Motion-Film Isle of Dogs – Ataris Reise. Für die Filmmusik zum Film Shape of Water – Das Flüstern des Wassers erhielt er einen weiteren Oscar.
Im Rahmen der Gala Hollywood in Vienna wurde er am 13. Oktober 2016 mit dem Max Steiner Preis der Stadt Wien ausgezeichnet.

### Familie
Desplat ist mit der Violinistin Dominique Lemmonier verheiratet und hat mit ihr zwei Töchter, die Schauspielerin Antonia und die Produzentin Ninon.

## Werke

### Veröffentlichte Filmmusiken
- 1994: Wenn Männer fallen (Regarde les hommes tomber)
- 1995: Marie-Louise ou la permission
- 1995: Les milles – Gefangen im Lager (Les milles)
- 1995: Unschuldige Lügen (Innocent Lies)
- 1996: Das Leben: Eine Lüge (Un héros très discret)
- 1996: Love, etc.
- 1996: Der Schrei der Seide (Le cri de la soie)
- 1997: Sous les pieds des femmes
- 1997: Hering auf der Hose (The Revengers’ Comedies)
- 1998: Alle meine Väter (Chance sur deux)
- 1998: La femme du cosmonaute
- 1998: Restons groupés
- 1999: C’est pas ma faute!
- 1999: Kwom und der König der Affen (Le château des singes)
- 1999: Männer ohne Ehre (Toni)
- 2000: Amazone
- 2000: Lushins Verteidigung (The Luzhin Defence)
- 2001: Lippenbekenntnisse (Sur mes lèvres)
- 2001: Les portes de la gloire
- 2001: Reines d’un jour
- 2002: Das tödliche Wespennest (Nid de guêpes)
- 2002: 11′09″01 – September 11
- 2003: Es brennt in mir (Les corps impatients)
- 2003: Das Mädchen mit dem Perlenohrring (Girl With a Pearl Earring)
- 2003: Rire et châtiment
- 2003: Inquiétudes
- 2004: Birth
- 2004: L’enquête Corse
- 2005: An deiner Schulter (The Upside of Anger)
- 2005: Der wilde Schlag meines Herzens (De battre mon cœur s’est arrêté)
- 2005: Hostage – Entführt (Hostage)
- 2005: Casanova
- 2005: Syriana
- 2006: Alibi – Ihr kleines schmutziges Geheimnis ist bei uns sicher (The Alibi)
- 2006: Firewall
- 2006: Die Queen (The Queen)
- 2006: Der bunte Schleier (The Painted Veil)
- 2007: Mr. Magoriums Wunderladen (Mr. Magorium’s Wonder Emporium)
- 2007: Gefahr und Begierde ('色, 戒; Sè, Jiè)
- 2007: Intimate Enemies – Der Feind in den eigenen Reihen (L’ennemi intime)
- 2007: Der Goldene Kompass (The Golden Compass)
- 2008: Ein Engel im Winter (Afterwards)
- 2008: Der seltsame Fall des Benjamin Button (The Curious Case of Benjamin Button)
- 2008: Largo Winch – Tödliches Erbe (Largo Winch)
- 2009: Chéri – Eine Komödie der Eitelkeiten (Chéri)
- 2009: Coco Chanel – Der Beginn einer Leidenschaft (Coco avant Chanel)
- 2009: Ein Prophet (Un prophète)
- 2009: L’armée du crime
- 2009: Julie & Julia
- 2009: Der fantastische Mr. Fox (Fantastic Mr. Fox)
- 2009: New Moon – Biss zur Mittagsstunde (The Twilight Saga: New Moon)
- 2010: Der Ghostwriter (The Ghost Writer)
- 2010: Immer Drama um Tamara (Tamara Drewe)
- 2010: The King’s Speech
- 2010: Harry Potter und die Heiligtümer des Todes – Teil 1 (Harry Potter and the Deathly Hallows: Part I)
- 2011: Largo Winch II – Die Burma Verschwörung (Largo Winch II)
- 2011: The Tree of Life
- 2011: Harry Potter und die Heiligtümer des Todes – Teil 2 (Harry Potter and the Deathly Hallows: Part II)
- 2011: The Ides of March – Tage des Verrats (The Ides of March)
- 2011: Der Gott des Gemetzels (Carnage)
- 2011: Extrem laut & unglaublich nah (Extremely Loud & Incredibly Close)
- 2011: La fille du puisatier
- 2012: Moonrise Kingdom
- 2012: Der Geschmack von Rost und Knochen (De rouille et d’os)
- 2012: Argo
- 2012: Die Hüter des Lichts (Rise of the Guardians)
- 2012: Renoir
- 2012: Zero Dark Thirty
- 2012: My Way – Ein Leben für das Chanson (Cloclo)
- 2013: Philomena
- 2014: Monuments Men – Ungewöhnliche Helden (The Monuments Men)
- 2014: Grand Budapest Hotel (The Grand Budapest Hotel)
- 2014: Godzilla
- 2014: The Imitation Game – Ein streng geheimes Leben (The Imitation Game)
- 2014: Unbroken
- 2015: Das Märchen der Märchen (Il racconto dei racconti)
- 2015: The Danish Girl
- 2015: Eine verrückte Geschichte (Une histoire de fou)
- 2016: Pets (The Secret Life of Pets)
- 2016: The Light Between Oceans
- 2016: Jacques – Entdecker der Ozeane (L’odyssée)
- 2016: Die Lebenden reparieren (Réparer les vivants)
- 2016: Florence Foster Jenkins
- 2017: Valerian – Die Stadt der tausend Planeten (Valerian and The City of A Thousand Planets)
- 2017: Suburbicon
- 2017: Shape of Water – Das Flüstern des Wassers (The Shape of Water)
- 2018: Isle of Dogs – Ataris Reise (Isle of Dogs)
- 2018: Operation Finale
- 2018: The Sisters Brothers
- 2018: Kursk
- 2019: Pets 2 (The Secret Life of Pets 2)
- 2019: Intrige (J’accuse)
- 2019: Little Women
- 2020: The Midnight Sky
- 2021: The French Dispatch
- 2022: Final Cut of the Dead (Coupez!)
- 2022: Mein Sohn, der Soldat (Tirailleurs)
- 2022: Guillermo del Toros Pinocchio (Guillermo del Toro’s Pinocchio, Animationsfilm)
- 2023: Asteroid City
- 2022: The Lost King
- 2023: Nyad
- 2023: The Palace
- 2023: Die Fotografin (Lee)
- 2023: The Boys in the Boat
- 2024: Das kostbarste aller Güter (La plus précieuse des marchandises)
- 2025: Der phönizische Meisterstreich (The Phoenician Scheme)
- 2025: Eagles of the Republic
- 2025: Jurassic World: Die Wiedergeburt (Jurassic World Rebirth)

### Unveröffentlichte Filmmusiken (Auszug)
- 1993: Pesthauch des Bösen (The Hour of the Pig)
- 2001: Der Traum der Rinaldis (Les Ritaliens)
- 2001: Vive nous!
- 2001: Barnie et ses petites contrariétés
- 2001: Home Sweet Home
- 2001: Mauvais genres
- 2001: Campagnes
- 2002: Michel Audiard et le mystère du triangle des Bermudes
- 2002: Madame Sans-Gêne
- 2002: Une autre femme
- 2002: Tous les chagrins se ressemblent
- 2002: Paroles d’étoiles
- 2003: Pakt des Schweigens (Le pacte du silence)
- 2003: Stormy Weather
- 2003: Virus au paradis
- 2003: Les baisers des autres
- 2003: Tristan
- 2003: À boire
- 2003: Les beaux jours
- 2004: Le pays des enfants perdus
- 2005: Une aventure
- 2005: Tu vas rire, mais je te quitte
- 2006: In flagranti – Wohin mit der Geliebten? (La doublure)
- 2006: Chanson d’Amour (Quand j’étais chanteur)
- 2007: Michou d’Auber
- 2007: Ségo et Sarko sont dans un bateau …
- 2021: Eiffel in Love
- 2022: The Outfit
- 2022: The Lost King
- 2024: The Piano Lesson
- 2024: Unaufhaltsam (Unstoppable)

### Kompilationen
- 2006: Alexandre Desplat – Jacques Audiard

## Auszeichnungen

### Ehrungen
- 2011: Ritter der Ehrenlegion[3]
- 2016: Offizier des Ordre national du Mérite[4]
- 2016: Kommandeur des Ordre des Arts et des Lettres[5]

### Oscar
| Jahr | Auszeichnung    | Werk                                           | Resultat      |
| ---- | --------------- | ---------------------------------------------- | ------------- |
| 2007 | Beste Filmmusik | Die Queen                                      | Nominiert     |
| 2009 | Beste Filmmusik | Der seltsame Fall des Benjamin Button          | Nominiert     |
| 2010 | Beste Filmmusik | Der fantastische Mr. Fox                       | Nominiert     |
| 2011 | Beste Filmmusik | The King’s Speech                              | Nominiert     |
| 2013 | Beste Filmmusik | Argo                                           | Nominiert     |
| 2014 | Beste Filmmusik | Philomena                                      | Nominiert     |
| 2015 | Beste Filmmusik | The Imitation Game – Ein streng geheimes Leben | Nominiert     |
| 2015 | Beste Filmmusik | Grand Budapest Hotel                           | Ausgezeichnet |
| 2018 | Beste Filmmusik | Shape of Water – Das Flüstern des Wassers      | Ausgezeichnet |
| 2019 | Beste Filmmusik | Isle of Dogs – Ataris Reise                    | Nominiert     |
| 2020 | Beste Filmmusik | Little Women                                   | Nominiert     |

### Golden Globe Award
| Jahr | Auszeichnung    | Werk                                      | Resultat      |
| ---- | --------------- | ----------------------------------------- | ------------- |
| 2004 | Beste Filmmusik | Das Mädchen mit dem Perlenohrring         | Nominiert     |
| 2006 | Beste Filmmusik | Syriana                                   | Nominiert     |
| 2007 | Beste Filmmusik | Der bunte Schleier                        | Ausgezeichnet |
| 2009 | Beste Filmmusik | Der seltsame Fall des Benjamin Button     | Nominiert     |
| 2011 | Beste Filmmusik | The King’s Speech                         | Nominiert     |
| 2015 | Beste Filmmusik | The Imitation Game                        | Nominiert     |
| 2016 | Beste Filmmusik | The Danish Girl                           | Nominiert     |
| 2018 | Beste Filmmusik | Shape of Water – Das Flüstern des Wassers | Ausgezeichnet |
| 2019 | Beste Filmmusik | Isle of Dogs – Ataris Reise               | Nominiert     |
| 2020 | Beste Filmmusik | Little Women                              | Nominiert     |
| 2021 | Beste Filmmusik | The Midnight Sky                          | Nominiert     |
| 2022 | Beste Filmmusik | The French Dispatch                       | Nominiert     |
| 2023 | Beste Filmmusik | Pinocchio                                 | Nominiert     |
| 2023 | Beste Filmsong  | Pinocchio                                 | Nominiert     |

### Grammy Awards
| Jahr | Auszeichnung                                                                       | Werk                                                | Resultat      |
| ---- | ---------------------------------------------------------------------------------- | --------------------------------------------------- | ------------- |
| 2010 | Best Score Soundtrack Album for a Motion Picture, Television or Other Visual Media | Der seltsame Fall des Benjamin Button (Disc 1)      | Nominiert     |
| 2012 | Best Score Soundtrack for Visual Media                                             | The King’s Speech                                   | Ausgezeichnet |
| 2012 | Best Score Soundtrack for Visual Media                                             | Harry Potter und die Heiligtümer des Todes – Teil 2 | Nominiert     |
| 2014 | Best Score Soundtrack for Visual Media                                             | Argo                                                | Nominiert     |
| 2014 | Best Score Soundtrack for Visual Media                                             | Zero Dark Thirty                                    | Nominiert     |
| 2015 | Best Score Soundtrack for Visual Media                                             | Grand Budapest Hotel                                | Ausgezeichnet |
| 2016 | Best Score Soundtrack for Visual Media                                             | The Imitation Game – Ein streng geheimes Leben      | Nominiert     |
| 2019 | Best Score Soundtrack for Visual Media                                             | Shape of Water – Das Flüstern des Wassers           | Nominiert     |
| 2019 | Best Instrumental Composition                                                      | Shape of Water – Das Flüstern des Wassers           | Nominiert     |
| 2019 | Best Arrangement, Instrumental or A Cappella                                       | Shape of Water – Das Flüstern des Wassers           | Nominiert     |
| 2021 | Best Instrumental Composition                                                      | Plumfield aus Little Women                          | Nominiert     |

### British Academy Film Award
| Jahr | Auszeichnung    | Werk                                      | Resultat      |
| ---- | --------------- | ----------------------------------------- | ------------- |
| 2004 | Beste Filmmusik | Das Mädchen mit dem Perlenohrring         | Nominiert     |
| 2007 | Beste Filmmusik | Die Queen                                 | Nominiert     |
| 2009 | Beste Filmmusik | Der seltsame Fall des Benjamin Button     | Nominiert     |
| 2010 | Beste Filmmusik | Der fantastische Mr. Fox                  | Nominiert     |
| 2011 | Beste Filmmusik | The King’s Speech                         | Ausgezeichnet |
| 2013 | Beste Filmmusik | Argo                                      | Nominiert     |
| 2015 | Beste Filmmusik | Grand Budapest Hotel                      | Ausgezeichnet |
| 2018 | Beste Filmmusik | Shape of Water – Das Flüstern des Wassers | Ausgezeichnet |
| 2019 | Beste Filmmusik | Isle of Dogs – Ataris Reise               | Nominiert     |
| 2020 | Beste Filmmusik | Little Women                              | Nominiert     |
| 2022 | Beste Filmmusik | The French Dispatch                       | Nominiert     |

### César
| Jahr | Auszeichnung    | Werk                                               | Resultat      |
| ---- | --------------- | -------------------------------------------------- | ------------- |
| 1997 | Beste Filmmusik | Das Leben: Eine Lüge                               | Nominiert     |
| 2002 | Beste Filmmusik | Lippenbekenntnisse                                 | Nominiert     |
| 2006 | Beste Filmmusik | Der wilde Schlag meines Herzens                    | Ausgezeichnet |
| 2008 | Beste Filmmusik | Der Feind in den eigenen Reihen – Intimate Enemies | Nominiert     |
| 2010 | Beste Filmmusik | Ein Prophet                                        | Nominiert     |
| 2011 | Beste Filmmusik | Der Ghostwriter                                    | Ausgezeichnet |
| 2013 | Beste Filmmusik | Der Geschmack von Rost und Knochen                 | Ausgezeichnet |
| 2020 | Beste Filmmusik | Intrige                                            | Nominiert     |

### Weitere
Internationale Filmfestspiele Berlin
- 2005: Silberner Bär für die beste Filmmusik in Der wilde Schlag meines Herzens

Chicago Film Critics Association Awards
- 2006: nominiert für die beste Filmmusik in Die Queen

Étoile d’Or
- 2006: Beste Filmmusik in Der wilde Schlag meines Herzens
- 2008: nominiert für die beste Filmmusik in Intimate Enemies

Europäischer Filmpreis
- 2004: nominiert für die beste Filmmusik in Das Mädchen mit dem Perlenohrring
- 2007: Beste Filmmusik in Die Queen
- 2009: nominiert für die beste Filmmusik in Coco Chanel
- 2010: Beste Filmmusik in Der Ghostwriter
- 2011: nominiert für die beste Filmmusik in The King’s Speech

Los Angeles Film Critics Association Awards
- 2006: Beste Filmmusik in Der bunte Schleier und Die Queen

World Soundtrack Award
- 2007: Filmkomponist des Jahres für Die Queen und Der bunte Schleier
- 2008: nominiert als Filmkomponist des Jahres für Der Goldene Kompass
- 2009: Filmkomponist des Jahres für Der seltsame Fall des Benjamin Button, Chérie, Coco Chanel und Largo Winch sowie Beste Filmmusik des Jahres für Der seltsame Fall des Benjamin Button
- 2010: Filmkomponist des Jahres für Julie & Julia, Der fantastische Mr. Fox, New Moon – Bis(s) zur Mittagsstunde und Der Ghostwriter sowie Beste Filmmusik des Jahres für Der fantastische Mr. Fox